# Les Fins
 Les Fins  es una comuna y población de Francia, en la región de Franco Condado, departamento de Doubs, en el distrito de Pontarlier y cantón de Morteau.
Está integrada en la Communauté de communes du Canton de Morteau .

## Demografía[2]
| 721 | 632 | 677 | 616 | 679 | 621 | 715 | 720 | 726 | 749 | 800 | 813 | 814 | 906 | 905 | 916 | 922 | 960 | 1 022 | 1 099 | 1 071 | 1 163 | 1 207 | 1 220 | 1 185 | 1 414 | 1 641 | 1 741 | 2 201 | 2 346 | 2 441 | 2 591 | 2 877 |
| Para los censos de 1962 a 1999 la población legal corresponde a la población sin duplicidades (Fuente: INSEE [Consultar]) |     |     |     |     |     |     |     |     |     |     |     |     |     |     |     |     |     |       |       |       |       |       |       |       |       |       |       |       |       |       |       |       |